# هوجو تسونه‌توکی
هوجو تسونه‌توکی (به ژاپنی: 北条 経時 Hōjō Tsunetoki); ۱ ژانویهٔ ۱۲۲۴ – ۱۷ مهٔ ۱۲۴۶) چهارمین شیکن (۱۲۴۲–۱۲۴۶) از شوگون‌سالاری کاماکورا و رهبر شاخه اصلی (توکوسو) خاندان هوجو در ژاپن بود. وی برادر بزرگتر شیکن پنجم هوجو توکی‌یوری بود.